# Jylhärivier
De Jylhärivier (Jylhäjoki) is een rivier, die stroomt in de Zweedse  provincie Norrbottens län. Zij stroomt vanuit het Vähälompolo zuidoostwaarts het Rantajärvi in en is de grootste leverancier van water voor de latere Säivärivier. Ze is ongeveer 12 kilometer lang.